# サクラギ博士
サクラギ博士は、任天堂のゲームソフト『ポケットモンスター』シリーズを原作とするテレビアニメ『ポケットモンスター テレビアニメ第7シリーズ』に登場する架空の人物。サクラギ所長とも言われる。

## プロフィール
- 在住：クチバシティ（カントー地方）
- 職業：ポケモン博士
- 拠点：サクラギ研究所
- 登場時期[注釈 1]：PM2（テレビアニメ第7シリーズ）

## 人物
PM2 におけるメインキャラクターの1人。カントー地方・クチバシティに新設されたサクラギ研究所の所長。
眼鏡をかけた白髪交じりの壮年男性。コハルとソウタの父親であり、妻にヨシノがいる。ポケモンが住めるように屋内飼育施設「サクラギパーク」を研究所内に設け、ゴウのポケモンたちの観察・分析も行っている。自宅からは研究所まで車通勤している。
研究者としての才能はオーキド博士からも認められており、レンジやキクナのような助手も抱えている。
研究熱心で朗らかな性格だが、取り乱しがちな面が目立つ。また、研究所で怪奇現象が多発した際は、物怖じせずに自然に受け入れる態度を貫いた。「ポケモンを知ることは、世界を知ること」という持論を述べ、ルギアの出現場所を推測したり、ホウオウにまつわる情報を掴んだりするなど、研究者の立場からサトシやゴウ、コハルをサポートしている。
サトシとゴウは「(サクラギ)所長」、コハルは「お父さん」と呼ぶ。

## 略歴
幼少期にとある森の管理人・エノキから教わったことがポケモン博士になったきっかけである。また、その際にスピアーに追われていた一匹のはぐれピッピと出会い、彼と共に時間を過ごし別れる。そして、現在に至りキャンプ場付近の山元でピッピの群れが進化の儀式をしている様子を目撃し、かつてピッピだったピクシーと再会を果たす。
過去にヨシノが漫画家の夢を諦めかけていた時、夢を諦めないように励ました事がある。
クチバシティにポケモン研究所を新設する。サトシとゴウがルギアと関わった件を知りサトシとゴウにリサーチフェローの勧誘をしてサトシとゴウをリサーチフェローにしてサトシとゴウを研究所に住まわせる。

## 所有ポケモン

### ワンパチ
ワンパチ
声 - 犬山イヌコ
第2話から登場。研究所にいるサクラギのポケモンで、サクラギ一家に懐いている。サクラギ研究所の看板ポケモン。
元はガラル地方の友人から送られてきたポケモン。普段はサクラギ一家の実家で暮らしている。なお、コハルの登校時には博士が運転する自動車に同行し、コハルを見送り博士と研究所で過ごしている。散歩もすることがあり、第49話ではサトシが外での面倒を見ていた。
家族内ではコハルとは特段に仲が良く、スクールから帰宅すると出迎えている。コハルのイーブイやサトシのピカチュウたちともじゃれ合うほど仲がいい。自身の真似をするイーブイの前では兄気質。また、サクラギパークのポケモンたちからは兄貴分として慕われている。
ワンパチがサクラギのところに送られてきたばかりの頃、家族からかわいがられていたワンパチはコハルに嫉妬されていた。あるとき、コハルに暴言を吐かれ家出をしたが、その後自身を探しに来てくれたコハルと仲直りした。その日以降、常にコハルと一緒にベッドで眠るようになった。
第29話ではオニドリルに襲われたマメパトを拾い家に持ち帰った。その後、最初はコハルが可愛がることにワンパチは嫉妬していたが、再度マメパト襲撃を試みたオニドリルをコハルの指示の元、撃退に成功した。
第37話では拾ったリーフのいしをゴウに渡した。ゴウはそれを使ってタマタマをナッシーに進化させた。
第49話ではイーブイを守るために活躍した。また、ロケット団のペリッパーをイーブイと共にスパークで撃退した。コハルがイーブイをゲットしたことを喜んでおり、イーブイとはすぐに仲良くなった。
第50話ではサクラギ研究所でイーブイとじゃれあい、仰向けになってコハルに撫でてもらった。
第55話ではコハルが帰宅後、イーブイとじゃれあって遊んだ。
第57話ではソウタとナミ宅お泊まり会に参加した。
第59話では嗅覚を生かし、サルノリの捜索に協力した。
鳴き声は「ワンパ」と鳴くことが多い。稀に原作で話題となった「イヌヌワン」と鳴くこともある。
使用技は「スパーク」。

### ヒトカゲ、フシギダネ、ゼニガメ
ヒトカゲ、フシギダネ、ゼニガメ
第2話でポケモントレーナー初心者用としてサクラギ博士が出した3体のポケモン。しかし、ゴウは最初にゲットするポケモンはミュウと決めており、貰わなかった。